# هال هويل روبرت
قاعة هويل روبرت (بالإنجليزية: Robert Howell Hall) (و. 1921 – 1995 م) هو محام، وقاض من الولايات المتحدة الأمريكية .

## التعليم
تعلم في جامعة جورجيا.